# Синохара, Кэнта
Кэнта Синохара (яп. 篠原 健太 Синохара Кэнта, род. 9 января 1974 года) — японский мангака. Наиболее известен своей мангой Sket Dance, выходившей в журнале Weekly Shonen Jump с 2007 по 2013 год, за которую он получил премию манги Shogakukan в 2010 году.

## Работы
- Red Panda Puppet Show (яп. レッサーパンダ・パペットショー Рэсса: панда папэтто сё:), 2005
- Sket Dance (яп. スケット・ダンス Сукэтто дансу), 2007—2013
- Battle Spirits: Burning Soul (яп. バトルスピリッツ烈火魂＜バーニングソウル＞ Батору супиритцу рэкка тамасии (ба:нингу соуру)), 2015
- Astra Lost in Space (яп. 彼方のアストラ Каната но Асутора), 2016—2017